# Ernesto Alvarez Alvarez
Ernesto Alvarez Alvarez SDB (* 2. Mai 1925 in Riobamba, Ecuador; † 13. Februar 1991) war ein ecuadorianischer Bischof.

## Leben
Ernesto Alvarez trat den Salesianern Don Boscos bei und empfing am 29. Juni 1953 die Priesterweihe.
Papst Paul VI. ernannte ihn am 1. Dezember 1967 zum Titularbischof von Megalopolis in Proconsulari und zum Weihbischof im Erzbistum Guayaquil. Die Bischofsweihe spendete ihm am 14. Januar 1968 Manuel de Jesús Serrano Abad, Erzbischof von Cuenca. Mitkonsekratoren waren Cándido Rada Senosiáin, Bischof von Guaranda, und Leonidas Eduardo Proaño Villalba, Bischof von Riobamba. Am 1. Mai 1970 ernannte Paul VI. Alvarez zum Titularerzbischof von Clypia und zum Koadjutorerzbischof von Cuenca. Mit dem Tod von Manuel de Jesús Serrano Abad am 21. April 1971 trat er dessen Nachfolge an.
Am 21. Juli 1980 legte Alvarez seinen Titel nieder, um wieder Weihbischof in Guayaquil zu werden. Papst Johannes Paul II. entpflichtete ihn am 31. Oktober 1984 auch von diesem Amt. Anschließend zog sich Ernesto Alvarez zurück, ehe er im Februar 1991 starb.